# Дайос Бела
Дайо́с Бе́ла (нем. Dajos Béla; настоящее имя Лев Гольцман; 19 декабря 1897 — 5 декабря 1978) —
немецкий скрипач, руководитель эстрадного оркестра.

## Биография
Лев Гольцман родился 19 декабря 1897 в Киеве (отец — русский еврей, мать — венгерка, рано умершая). В шесть лет начал учиться играть на скрипке в Киевской консерватории. К девяти годам Гольцман уже выступал с концертами.
После окончания средней школы начал изучать право в Киевском университете, затем перешёл в Киевскую консерваторию по классу скрипки, которую окончил 14 июня 1918 года.
Участвовал в Первой мировой войне, затем учился в Москве у профессора Михаила Пресса и Берлине у профессора Исая Бармаса. Во время учёбы зарабатывал на хлеб, выступая в небольших клубах на севере Берлина. Тогда же он взял себе артистический псевдоним Дайос Бела (Бела была девичьей фамилией его матери); при этом он нередко придумывал себе и другие, недолговременные псевдонимы.
Им был организован танцевальный ансамбль, с которым он стал записываться для ведущих германских лейблов («Odeon», «Parlophone» и «Beka»). Пластинки оркестра Дайоса Белы выпускались миллионными тиражами. Наравне с Паулем Годвином и Мареком Вебером у Белы был один из самых успешных немецких оркестров танцевальной музыки 1920-х годов.

Типичный репертуар его оркестра включал фокстроты, танго, вальсы, диксиленды, лёгкую классическую музыку, музыку к кинофильмам.
В 1933 году Бела выехал с гастролями в Нидерланды, Францию и Великобританию. В Германию Бела больше не вернулся. 2 марта 1935 года он вместе со своим оркестром навсегда покинул Европу, отправившись в Буэнос-Айрес на выступления по контракту с Radio Splendid. По окончании ангажемента выступал в танцевальных кафе Буэнос-Айреса. В начале 1970-х годов Бела навестил Германию по приглашению берлинского сената.
Умер Бела в Ла-Фальде в Аргентине 5 декабря 1978 года. Похоронен на еврейском кладбище Ла Таблада в Буэнос-Айресе.